# Chou Meng-tieh

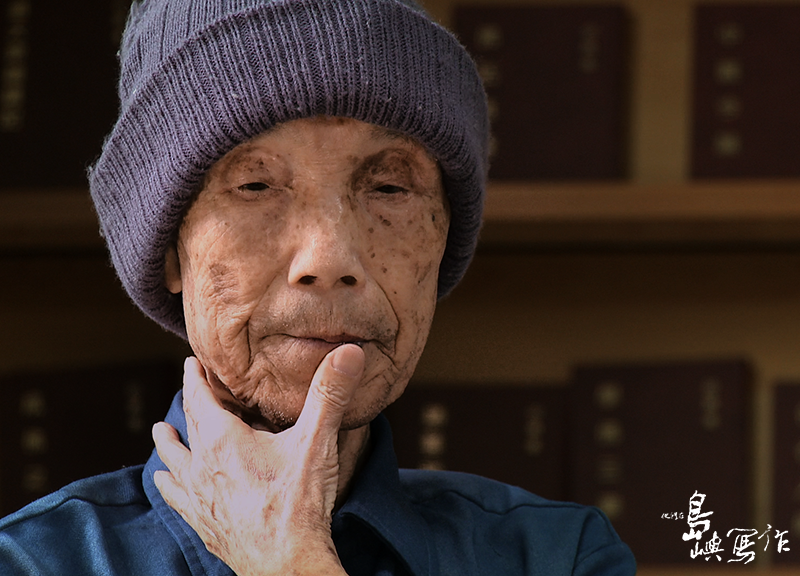
Chou Meng-tieh

Chou Meng-tieh (chinesisch 周夢蝶, Pinyin Zhōu Mèngdié; * 29. Dezember 1921 in Xichuan, Henan, Republik China; † 1. Mai 2014 in Xindian, Neu-Taipeh) war ein taiwanischer Dichter und Schriftsteller.

## Leben
Chou Meng-tieh wurde 1921 in China unter dem Namen Chou Chi-shu geboren. Im Chinesischen Bürgerkrieg schloss er sich der Kuomintang an. Nach der Machtübernahme durch die Kommunisten floh er 1948 nach Taiwan, wo er fortan von seiner Familie getrennt lebte. Mit 32 Jahren begann er Gedichte zu schreiben und in Literaturzeitschriften zu veröffentlichen. Seinen Künstlernamen Meng-tieh (Schmetterlingstraum) wählte er nach der gleichnamigen Geschichte des Philosophen Zhuangzi. 1959 erschien sein bekanntestes Werk, der Gedichtband Gudu Guo. 1997 wurde Chou Meng-tieh zum ersten Literaturpreisträger der National Culture and Arts Foundation ernannt. Er starb mit 92 Jahren an den Komplikationen einer Lungenentzündung.